# Mołoda (rzeka)
Mołoda (ukr. Молода) – rzeka na Ukrainie, w rejonie rożniatowskim, w obwodzie iwanofrankiwskim, lewy dopływ Łomnicy.

## Opis
Długość – 14 km. Rzeka typowo górska. Dolina V-kształtna, przeważnie zalesiona. Koryto rzeki raczej proste, bez meandrów.

## Położenie
Wypływa ze zboczy góry Popadia w masywie Gorgany, na wysokości 846 m n.p.m. Płynie najpierw na północ, następnie na północny wschód, wreszcie na wschód. Wpada do Łomnicy w pobliżu południowej części wsi Osmołoda. 
Nad Mołodą nie ma żadnego osiedla ludzkiego.
W górnym biegu rzeka nosi nazwę Czorna (ukr. Чорна).

## Źródła
- Річка Молода